# Las Tejeras
Las Tejeras är en ort i Honduras.   Den ligger i departementet Departamento de Lempira, i den västra delen av landet, 170 km nordväst om huvudstaden Tegucigalpa. Las Tejeras ligger 936 meter över havet och antalet invånare är 1 140.
Terrängen runt Las Tejeras är kuperad åt nordväst, men åt sydost är den bergig. Terrängen runt Las Tejeras sluttar västerut. Runt Las Tejeras är det ganska tätbefolkat, med 78 invånare per kvadratkilometer. Närmaste större samhälle är Santa Rosa de Copán, 19,6 km väster om Las Tejeras.  